# Camuy (Camuy)
Camuy es un barrio-pueblo ubicado en el municipio de Camuy en el Estado Libre Asociado de Puerto Rico. En el Censo de 2010 tenía una población de 3354 habitantes y una densidad poblacional de 1.360,28 personas por km².

## Geografía
Camuy se encuentra ubicado en las coordenadas 18°29′5″N 66°50′48″O / 18.48472, -66.84667. Según la Oficina del Censo de los Estados Unidos, Camuy tiene una superficie total de 2.47 km², de la cual 2 km² corresponden a tierra firme y (18.91%) 0.47 km² es agua.

## Demografía
Según el censo de 2010, había 3354 personas residiendo en Camuy. La densidad de población era de 1.360,28 hab./km². De los 3354 habitantes, Camuy estaba compuesto por el 86.85% blancos, el 5.58% eran afroamericanos, el 0.51% eran amerindios, el 0.09% eran asiáticos, el 2.62% eran de otras razas y el 4.35% pertenecían a dos o más razas. Del total de la población el 98.63% eran hispanos o latinos de cualquier raza.